# Pagny-le-Château
Pagny-le-Château è un comune francese di 505 abitanti situato nel dipartimento della Côte-d'Or nella regione della Borgogna-Franca Contea.
Il comune fa parte del cantone di Seurre, nel distretto (arrondissement) di Beaune e si colloca sulla RD (strada dipartimentale) 976, tra Seurre e Saint-Jean-de-Losne.
Lungo la sua storia ha avuto i nomi di Pancium, Paygnay-le-Château ("il Castello") e Pagny-la-Brûlée  ("l'Incendiata"). Il nome degli abitanti è in francese pagnitains, mentre nella quasi omonima e vicina Pagny-la-Ville gli abitanti prendono il nome di pagnotins.

## Storia

### Simboli
Lo stemma comunale si blasona:
I tre scazzoni sono l'emblema della famiglia Chabot. 

## Monumenti e luoghi d'interesse
Il castello che dà il nome al paese era stato costruito in una prima fase nel XII secolo per la famiglia de Vienne, con spesse mura merlate e torri rotonde. Fu distrutto e ricostruito intorno al 1530 dall'ammiraglio Philippe de Chabot ed ebbe la forma di una residenza a tre piani, con torri e padiglioni. Fu nuovamente distrutto nel 1774 e restano oggi solo una parte delle dipendenze.

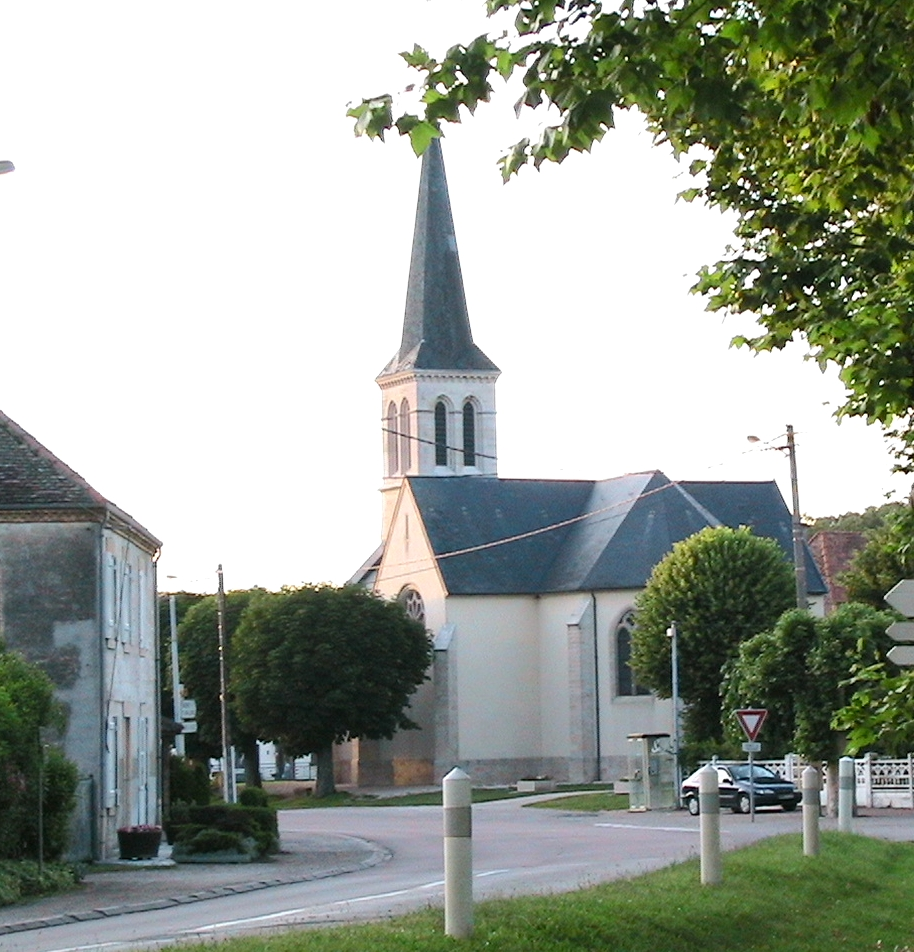
La chiesa di Sant'Antonio di Pagny-le-Château.

La cappella del castello, fondata nel 1297 da Filippo de Vienne († 1303) e ricostruita nel XV e XVI secolo da Gerardo di Longvy, conserva la decorazione rinascimentale (portale scolpito del 1533 e capitelli interni). Nel XIX secolo gran parte della sua decorazione venne asportata e si trova oggi al Museo di Filadelfia (Stati Uniti) e al Louvre di Parigi. La cappella ospita le tombe di Jean e Jeanne de Vienne e di Giovanni di Longvy.

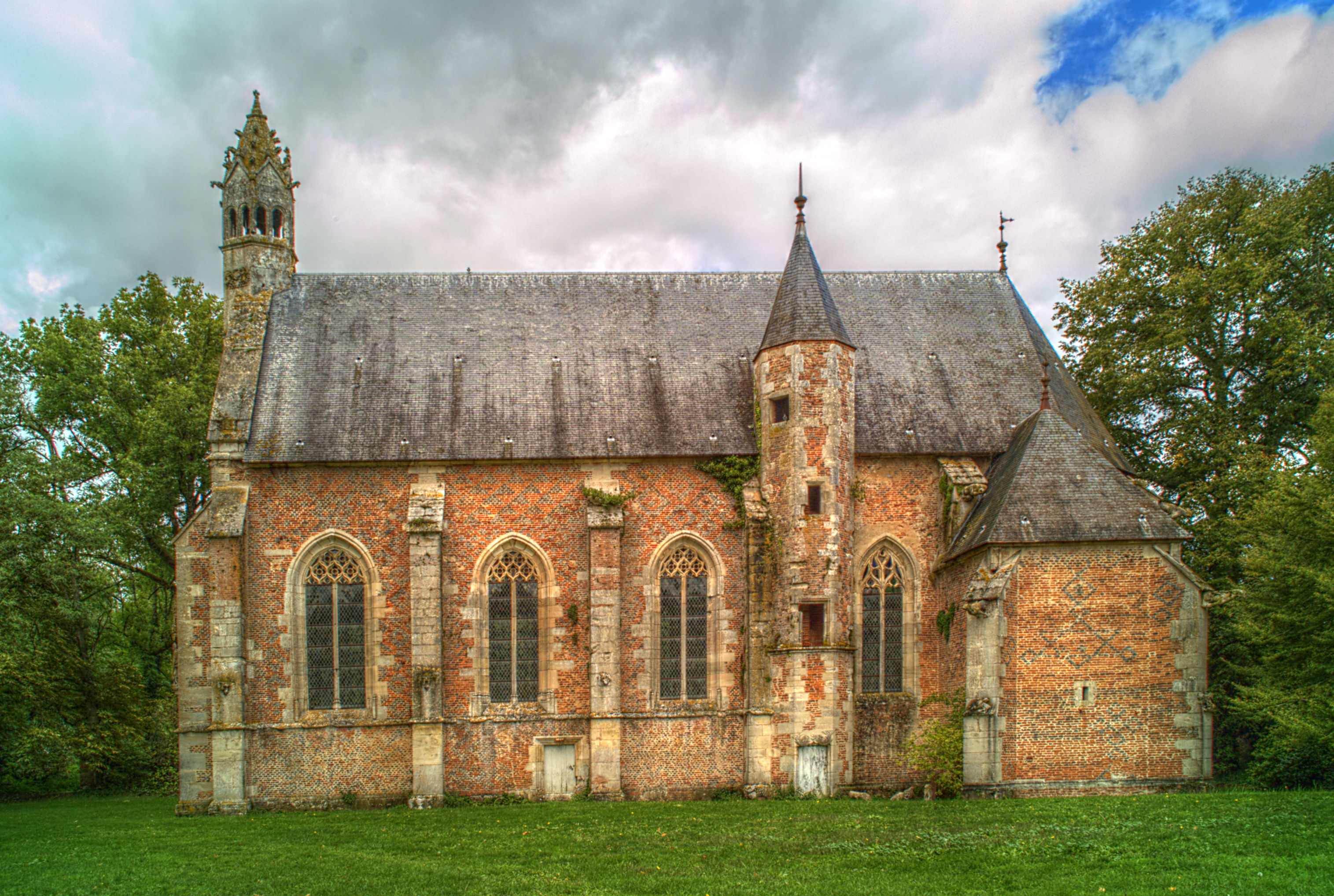
La cappella del castello

Nei pressi del paese si trova il lago di Chour, un bacino di 32 ettari comparso con la costruzione dell'autostrada A36.

## Società

### Evoluzione demografica
Abitanti censiti